# Philippsburg
Ne doit pas être confondu avec Philippsbourg, Phillipsburg ou Philipsburg.
Philippsburg, aussi appelée Philippsbourg en français, est une ville d'Allemagne, située dans l'arrondissement de Karlsruhe et le Land de Bade-Wurtemberg.
Construite par l'évêque de Spire dont dépendait la ville, la forteresse de Philippsburg a été pendant plusieurs décennies sous le contrôle de la France durant le règne de Louis XIV et a subi trois sièges entre 1676 et 1734.

## Géographie
La commune de Philippsburg est située sur la rive droite du Rhin, à 10 km en aval de Karlsruhe, 3 km en amont de Spire et 15 km en amont de Mannheim et Ludwigshafen (située sur la rive gauche, en Rhénanie-Palatinat). Elle est aussi proche de Heidelberg, sur le Neckar.
On y trouve deux établissements industriels importants : la centrale nucléaire de Philippsburg et d'une usine de pneumatiques de la firme Goodyear.

## Histoire

### Les origines
Avant 1632, la ville était appelée Udenheim. 
De 1371 à 1718, c'est une possession de l'évêque de Spire, prince ecclésiastique du Saint-Empire romain germanique. 
En 1615, Philipp Christoph von Sötern, évêque de 1610 à 1652, établit là une forteresse à laquelle il donne son nom (Festung Philippsburg, « Forteresse Château-Philippe »). « Philippsburg » se substitue ensuite au nom d'« Udenheim ». 

### Un objectif stratégique de la France (1644-1734)
En 1644, peu avant la fin de la guerre de Trente Ans (1618-1648), la place est conquise par le prince de Condé et l'évêque en cède la garde à la France en 1646. Philippsburg devient avec Breisach (Vieux-Brisach) une des deux têtes de pont françaises sur la rive droite du Rhin. Les fortifications sont améliorées par les travaux de Vauban. Philippsburg va être l'enjeu de plusieurs sièges dans le siècle qui suit.
Lors du siège de 1676, durant la guerre de Hollande (1672-1678), la place, dont le gouverneur est Charles du Fay, est assiégée à partir du 1er mai 1676 par l'armée impériale commandée par le duc Charles de Lorraine qui la prend le 17 septembre. 
Elle est reprise par les Français en 1688 au début de la guerre de la Ligue d'Augsbourg (1688-1697), puis
rétrocédée dans le cadre des accords de paix de 1697 (traité de Ryswick).
Durant la guerre de Succession de Pologne, qui commence en 1733, la France, en guerre contre l'Autriche de Charles VI, lance une offensive en Allemagne. L'armée commandée par le maréchal de Berwick occupe la Lorraine, encore terre d'Empire alors que l'Alsace est déjà française, et s'empare de Kehl (octobre 1733), puis vient mettre le siège devant Philippsburg qui est prise le 18 juillet 1734, mais sera restituée lors du règlement du conflit (traité de Vienne de 1738).

## Jumelages
- Île de Ré (France)
- Philippsbourg (France)
- Le Gua (Charente-Maritime) (France)
- Phillipsburg (États-Unis)

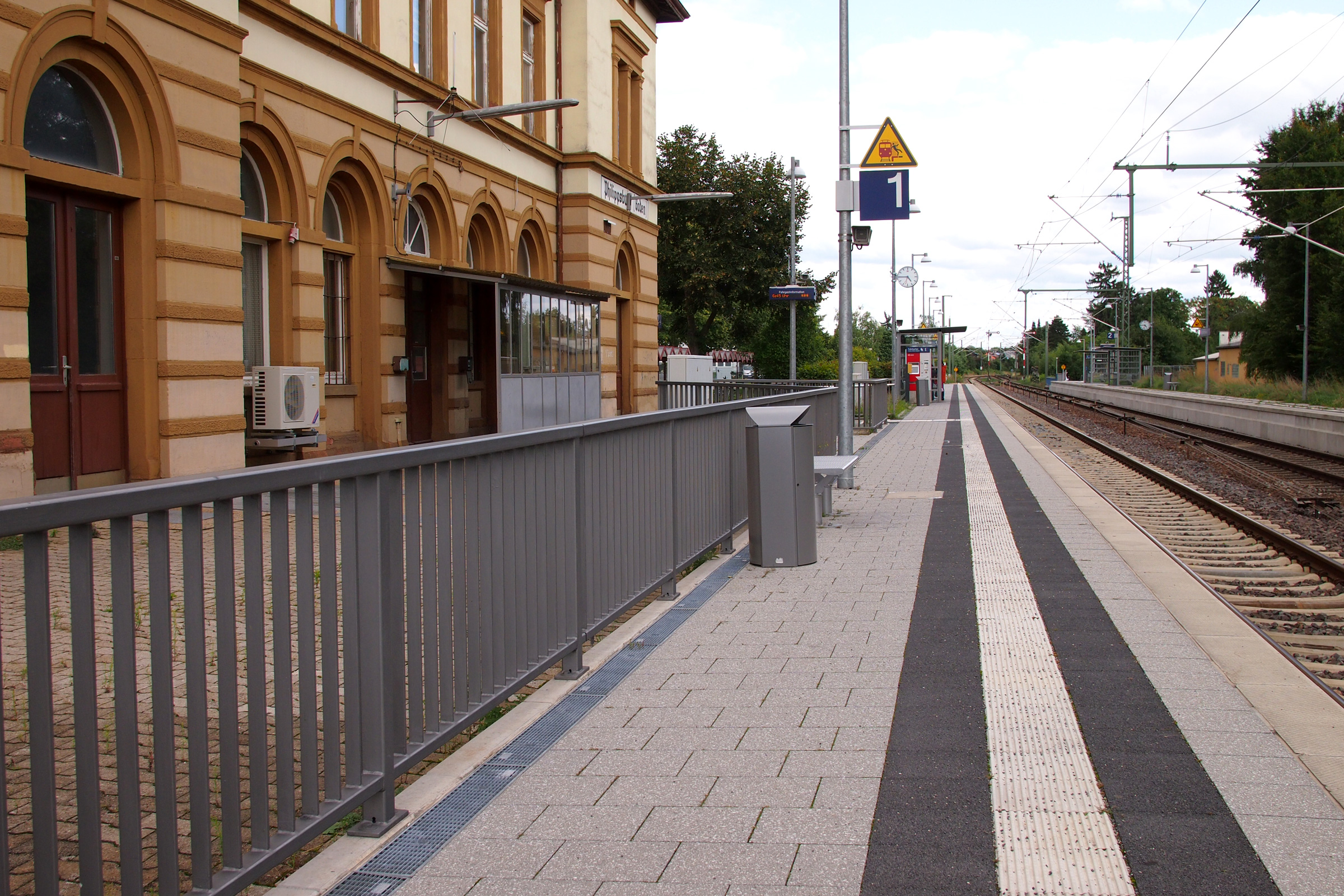
Gare.
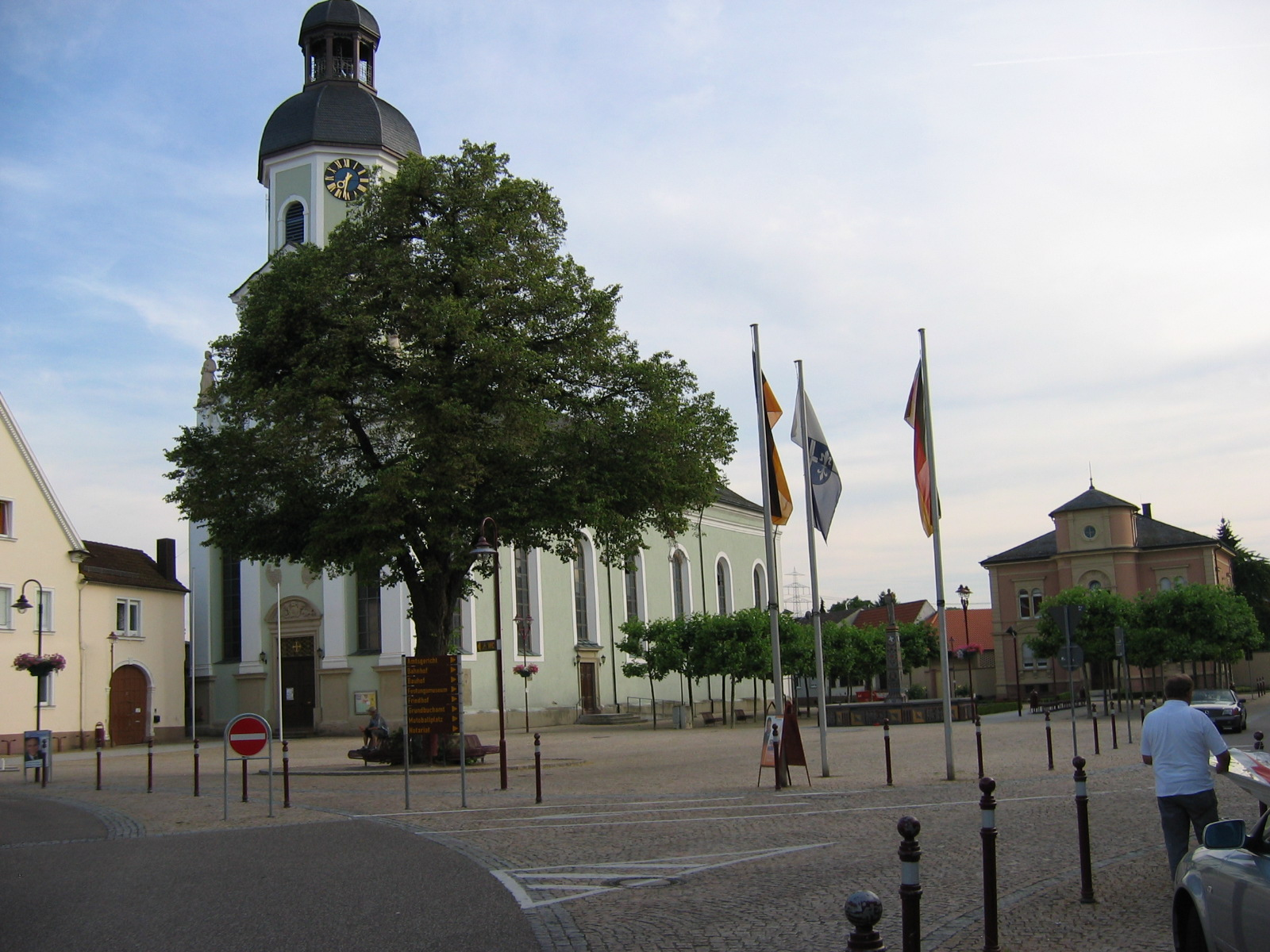
Place Île de Ré.
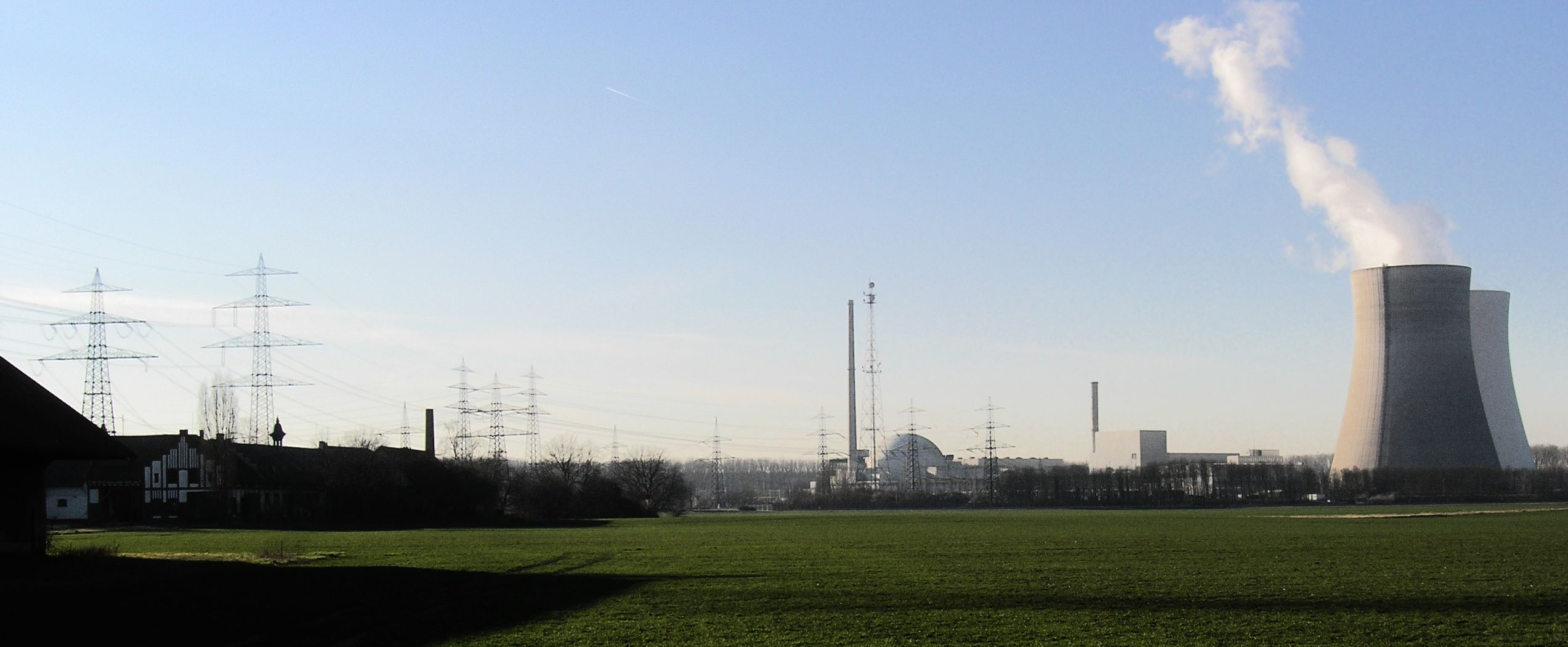
Ferme et centrale électrique.
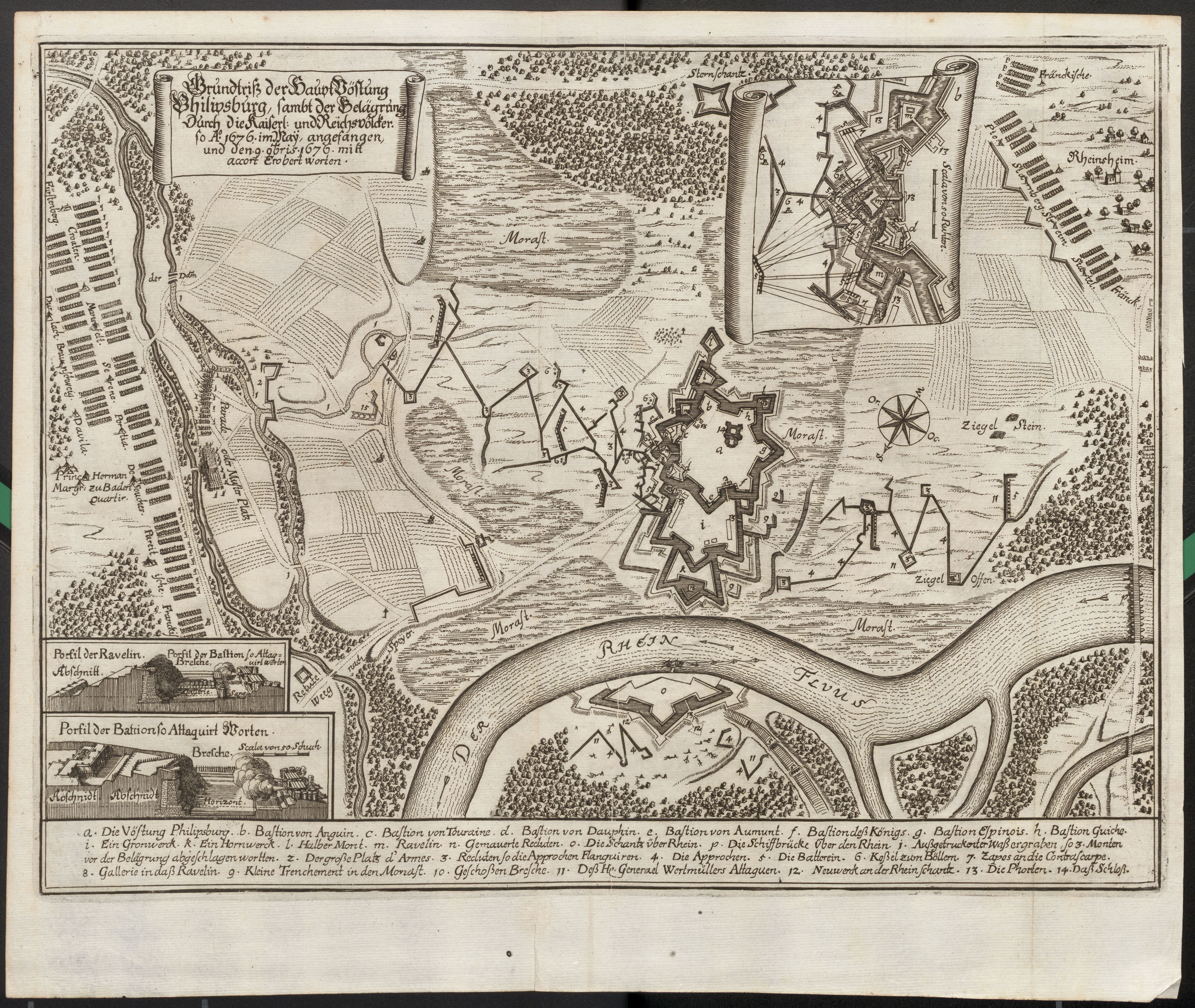
Siège de 1675.
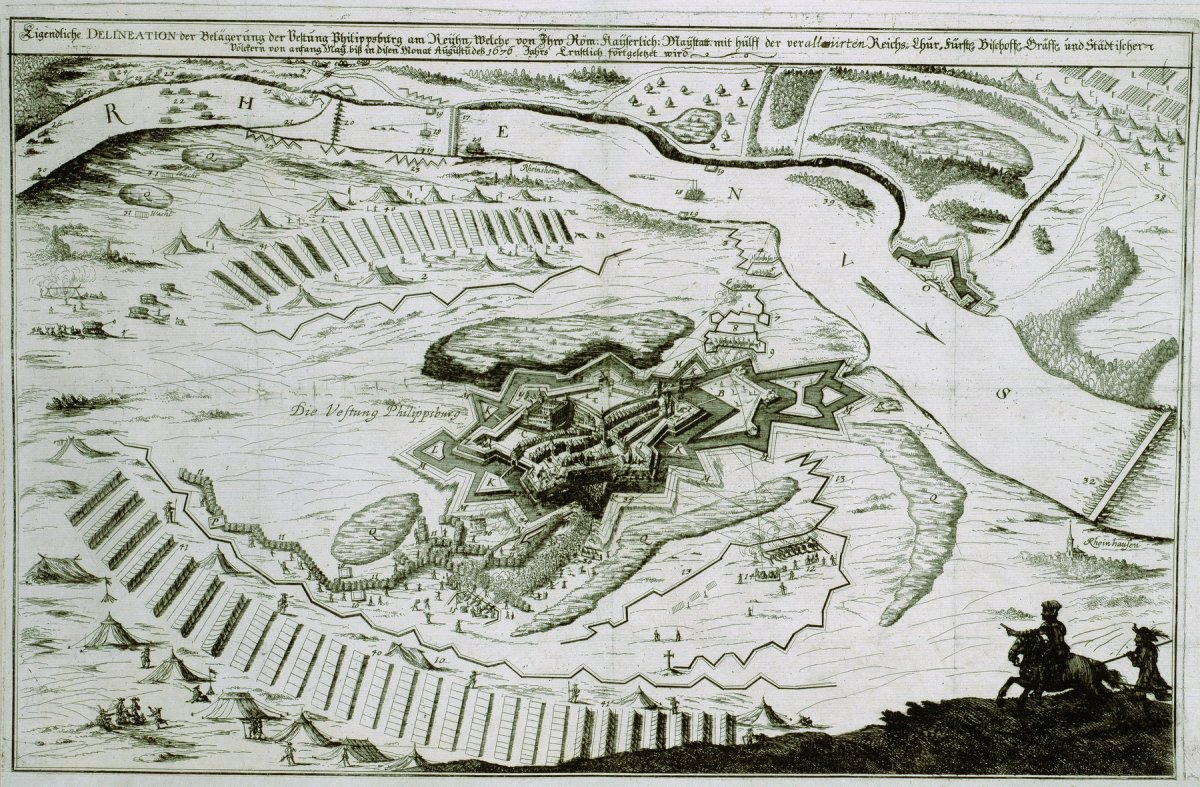
Siège de 1676.
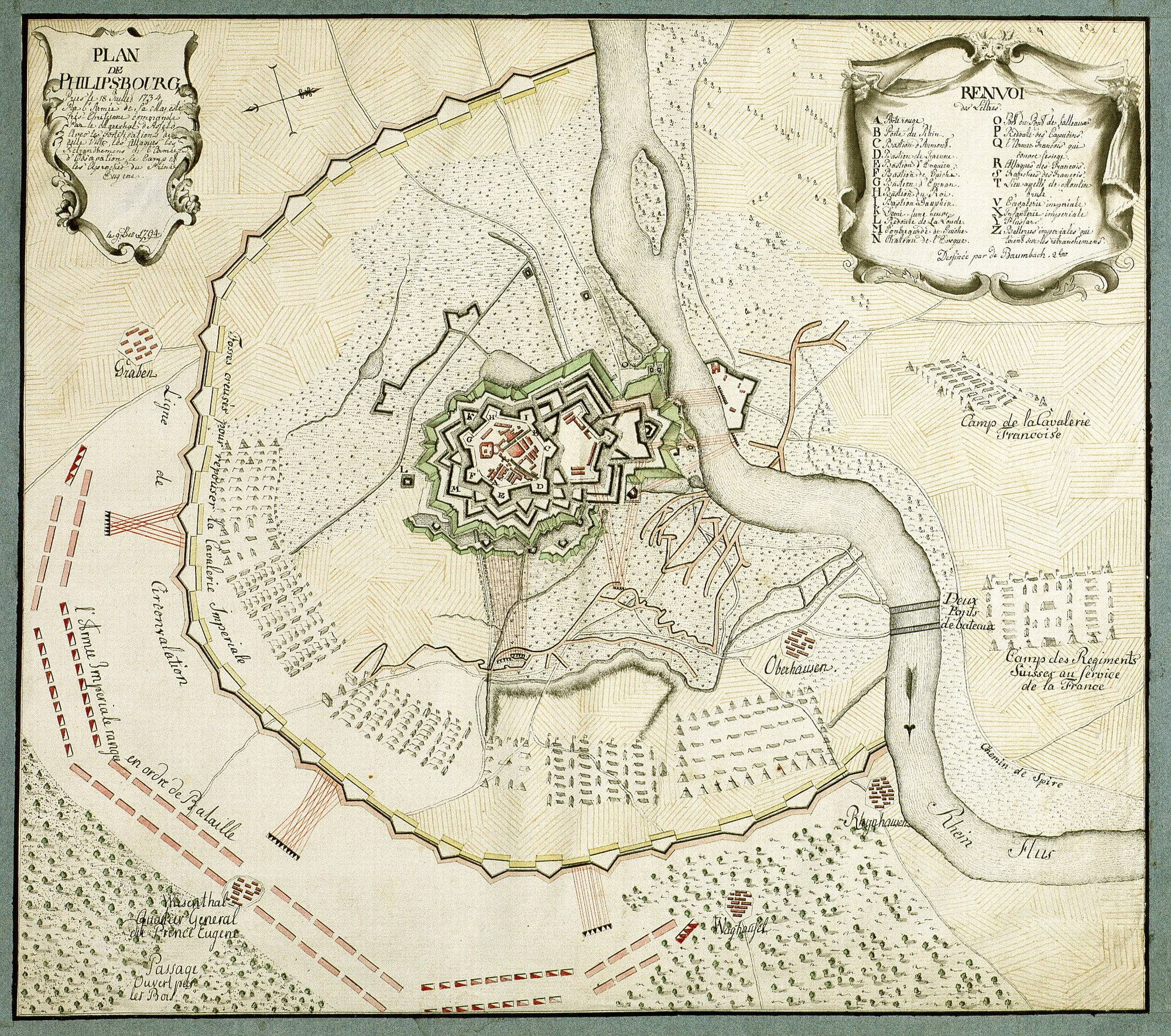
Siège de 1734.